# Stibiopalladinite
La stibiopalladinite est une espèce minérale, antimoniure de palladium, de formule Pd5Sb2. C'est un minéral opaque de couleur blanc argenté à gris acier cristallisant dans le système hexagonal.
Elle a été décrite pour la première fois en 1929 pour une occurrence dans le complexe igné du Bushveld en Afrique du Sud.